# Головкино (Ульяновская область)
Головкино (Урень, Вознесенское) — исчезнувшее село Старомайнского района Ульяновской области (бывшего Ставропольского уезда Самарской губернии).

## География
Село находилось примерно в 10 км к юго-западу от Старой Майны, в 6 км к северо-западу от Кремёнок, в 3 км к северу от Старого Уреня, на реке Урень и Княгинька у озера Орехово.

## История
В 1589 году здешние земли от устья реки Майна до Красного Яра со всеми угодьями были пожалованы служивому инородцу князю Якову, сыну Василия Асанова. Сам князь и его потомки селений здесь не строили, а пользовались лишь бортными угодьями, бобровыми гонами, рыбными ловлями и другими угодьями. Огромную вотчину было трудно устеречь от самовольных пользований, к тому же, здесь находили удобный приют вольные ватажки из беглых крепостных крестьян, потому правнуки Якова, казанские князья Асановы, стали продавать свою наследственную вотчину.
В августе 1700 года князь Фёдор Петрович Асанов с братьями Иваном и Степаном через челобитную на имя царя и Великого князя Петра Алексеевича всея Великия и Малыя, и Белая России самодержавца, продали свою часть вотчинных земель в Казанском уезде постельничему царя — Гавриилу Ивановичу Головкину и стольнику Ивану Андреевичу Толстому, что думный дьяк Никита Зотов в вотчинной книге и отметил, и взяли Асановы за это немалую по тем временам сумму — 500 рублей денег.
Однако уже в следующем 1701 году, Иван Толстой променял свою часть купленных здесь земель Головкину.
Здесь, на правом берегу Уреня, при впадении в неё древней старицы — озера Яик (Булгак), в начале XVIII века Гавриил Иванович Головкин основал селение, изначально названное по реке Урень — Урень, но так как рядом уже была деревня с таким же названием, то сделали приставку и стала называться — Новый Урень, а другая — Старый Урень. После постройки деревянной церкви село стало называться по престольному празднику — Вознесенское. Оба названия использовались до конца XVIII века, когда в качестве официального стало появляться название Головкино.
28 августа 1727 года в своих отказных книгах Гавриил Иванович Головкин отписал свою заволжскую вотчину, крестьян и село Вознесенское своим сыновьям: Ивану, Александру и Михаилу.
В 1764 году Иван Георгиевич Орлов, по соглашению с братьями, приобрёл село у помещика Головкина. И. Г. Орлов, приобретя имение, построил в ней новую двухпрестольную церковь (архитектор Баженов, Василий Иванович), во имя Вознесения Господня (второй этаж) и Иоанна Богослова (первый этаж), здание каменное двухэтажное, с каменной колокольней, освящённую в 1785 году и огромный дворец «готической архитектуры» (простоявший до середины XIX века (сгорел)), где принимал в 1767 году императрицу Екатерину II во время её путешествия по Волге. Рядом с селом основал деревню Ивановку.
В 1780 году село Вознесенское Урень и Головкино вошло в Ставропольский уезд Симбирского наместничества, в 1796 году — в Симбирской губернии.
В 1802 году Василием Борисовичем Бестужевым из Большой Репьёвки приобрел у наследников графа И. Г. Орлова орловских рысаков для своего конезавода.
Весной 1818 года произошло выступление сельчан Головкино и Кремёнок, причиной которого стали издевательства приказчика и десятника помещиков Наумовых. В результате дело дошло до Симбирска и Москвы, губернатор М. Л. Магницкий направил Александру I рапорт о возмущении кремёнковцев и головкинцев. Спокойствие было восстановлено.
В 1851 году — в Самарской губернии.
В 1859 году село Вознесенское (Головкино, Урень) во 2-м стане Ставропольского уезда Самарской губернии.
В 1865 году в Головкино открылась земская одноклассная школа.
В 1892 году здесь свирепствовала холера от которой умерло 216 человек.
В 1894 году в селе открылась церковно-приходская школа.
В апреле 1899 года у Наумовых побывали Александра Леонтьевна Толстая с сыном Алексеем Николаевичем Толстым.
В 1900 году имение перешло по наследству к А. Н. Наумову и А. М. Наумову, а также его братьям — Михаилу и Николаю, который сразу же предпринял решительные шаги по переустройству имения, при нём оно стало образцовым хозяйством. В результате Александр Николаевич Наумов погасил долг Дворянскому банку, который образовался во время хозяйствования его отца.
К 1910 году в селе была каменная Вознесенская церковь (1785 года, закрыта в 1930-е годы, взорвана в 1955 году), земская и церковно-приходская школы. При селе находилась принадлежавшие дворянам Наумовым мукомольные и пильные мельницы, волжская хлебная пристань, конный завод и несколько усадеб.
Имение, начиная с 1912 года, приносило 80 тысяч рублей прибыли ежегодно.
Весной 1918 года в селе был создан сельский Совет.
В 1928 году село вошло в состав Старомайнского района.
В 1928 году, после ликвидации несостоявшейся сельхозартели «Первое Мая», здесь 20 февраля 1930 года была образована сельхозартель «Память Ленина». Позже здесь же, в селе образовалась промартель «Труженик леса», рыболовецкая артель «Красный ловец».
В 1943 году село вошло в состав Ульяновской области.
185 жителей села, не вернулись с Великой Отечественной войны.
В 1950 году колхоз «Пятилетка» (Кремёнские Выселки) влился в колхоз «Память Ленина».
При создании в 1953—1957 годах Куйбышевского водохранилища Головкино оказалось в зоне затопления. Часть жителей села Головкино переселилась на западную часть села Красная Река, образуя при въезде в село Головкинский выселок, большая часть жителей стали переселяться в хутор «Грачёв» (ныне село Прибрежное), а часть жителей — в Кремёнки.
В 1954 году в совхоз «Старомайнский» из Головкино перенесли двухэтажное деревянное здание под контору, которая позже сгорела.
Каменную Вознесенскую церковь, построенную в 1785 году, закрытая в 1930-е годы, была взорвана в 1955 году.
На месте затопленного села образовались Головкинские острова, на которых сохранились остатки фундаментов усадеб и церкви.

## Население
| Год  | Число дворов | Число жителей | Примечания |
| ---- | ------------ | ------------- | --- |
| 1780 |              | 525           | помещечьих крестьян                                                                                           |
| 1859 | 365          | 1356          | |
| 1884 | 304          | 1546          | |
| 1889 | 297          | 1422          | Церковь, зем. школа, 3 ветр. и 2 вод. мельницы, 1 обдир. и 2 шерсточесал. завода, имение двор. Н. М. Наумова. |
| 1900 | 314          | 1425          | Церковь, 2 школы, 4 ветряных мельниц.                                                                         |
| 1910 | 315          | 1796          | |

## Достопримечательности
- В окрестностях села, у озера Булгак (озеро Яик) археологи нашли следы древнего селения жителей, которых ученые относят к Ананьинской культуре (по селу Ананьину на Каме, где впервые была изучена эта культура). Поселения древних людей не были продолжительны. При других культурах здесь в основном было развито кочевое скотоводство, тоже было и после присоединения Казанского ханства к Российскому государству[14][19].
- Вознесенский храм (Головкино) [20][21][22][23][24][25][26].

## Память
- Головкинский церковный колокол звонит при бое часов на доме Гончарова (открыт в 1974 г.) в Ульяновске[14][27][28].
- На месте затопленного села образовались Головкинские острова.

## Владельцы имения
- Герб Головкина
- Головкин Г. И
- Герб Орловых
- Граф И. Г. Орлов
- Родовой герб Наумовых
- А. Н. Наумов
- Алексей Михайлович Наумов
- Граф Головкин Михаил Гаврилович